# Бејнбриџ (Џорџија)
Бејнбриџ (Џорџија) (енгл. Bainbridge) град је у америчкој савезној држави Џорџија. По попису становништва из 2010. у њему је живело 12.697 становника.

## Демографија
Према попису становништва из 2010. у граду је живело 12.697 становника, што је 975 (8,3%) становника више него 2000. године.
| Група             | 2000.         | 2010.         |
| Белци             | 5.452 (46,5%) | 5.029 (39,6%) |
| Афроамериканци    | 5.901 (50,3%) | 6.945 (54,7%) |
| Азијати           | 75 (0,6%)     | 96 (0,8%)     |
| Хиспаноамериканци | 234 (2,0%)    | 521 (4,1%)    |
| Укупно            | 11.722        | 12.697        |